# Ammon (Idaho)
Ammon város az USA Idaho államában, Bonneville megyében. Lakosainak száma 17 694 fő (2020. április 1.).

## Népesség
A település népességének változása:

| 2010 | 13 816 |
| 2020 | 17 694 |